# Vorlesungen über Zahlentheorie
Vorlesungen über Zahlentheorie (Duits: Colleges over de getaltheorie) is een boek over de getaltheorie dat door de Duitse wiskundigen Johann Dirichlet en Richard Dedekind werd geschreven. Het boek werd in 1863 gepubliceerd.
De Vorlesungen zijn gebaseerd op de colleges over getaltheorie die Johann Dirichlet in 1856/57 aan de universiteit van Göttingen gaf. Het boek is door Richard Dedekind samengesteld, maar pas in 1863, enige jaren na het overlijden van Dirichlet gepubliceerd. Dedekind voegde enkele bijlagen aan de Vorlesungen toe, waarin hij nieuwe resultaten van Dirichlet, maar ook eigen ideeën beschreef.
- (de)  Universiteit van Göttingen. Vorlesungen über die Zahlentheorie von P.G. Lejeune Dirichlet, 1871. gescande kopie van de 2e editie, met daarin de supplementen I–X.